# ليبرا شات
ليبرا شات (بالإنجليزية: Libera Chat)‏ هي شبكة بروتوكول الدردشة عبر الإنترنت لمشاريع برمجيات حرة ومفتوحة المصدر أسسها أعضاء سابقون في فرينود، بعد أن استولى Andrew Lee، مؤسس Private Internet Access على Freenode. تأسست في 19 مايو 2021.
قامت كريستل داهلسكاير، رئيسة فريق العمل في فرينود، بتأسيس ونقل ملكية Freenode Limited إلى رائد التكنولوجيا أندرو لي في عام 2017، والتي قالت هي ولي إنها كانت مخصصة فقط لتمويل الشبكة وإدارة مؤتمرات Freenode #live. وفقًا للموظفين، لم يتم إبلاغهم بمحتويات الصفقة وقيل لهم إنها لن تؤثر على عمليات فرينود اليومية لأن الشركة تدير المؤتمر فقط ولا شيء آخر.

## وصلات خارجية
- الموقع الرسمي